# Canton de Pont-Croix
Le canton de Pont-Croix est une division administrative française, située dans le département du Finistère et la région Bretagne. Ce canton a disparu lors de la réforme survenue en 2015, intégré désormais dans le canton de Douarnenez.

## Composition
Le canton de Pont-Croix regroupait les communes suivantes :
| Nom                         | Code Insee | Codepostal | Superficie (km2) | Population (dernière pop. légale) | Densité (hab./km2) |
| --------------------------- | ---------- | ---------- | ---------------- | --------------------------------- | ------------------ |
| Pont-Croix (chef-lieu)      | 29218      | 29790      | 8,09             | 1 599 (2012)                      | 198                |
| Audierne (commune déléguée) | 29003      |            | 2,95             | 2 151 (2012)                      | 729                |
| Beuzec-Cap-Sizun            | 29008      | 29790      | 34,54            | 1 055 (2012)                      | 31                 |
| Cléden-Cap-Sizun            | 29028      | 29770      | 19,08            | 993 (2012)                        | 52                 |
| Confort-Meilars             | 29145      | 29790      | 14,68            | 908 (2012)                        | 62                 |
| Esquibien                   | 29052      |            | 15,42            | 1 591 (2012)                      | 103                |
| Goulien                     | 29063      | 29770      | 12,77            | 438 (2012)                        | 34                 |
| Île-de-Sein                 | 29083      | 29990      | 0,60             | 203 (2012)                        | 338                |
| Mahalon                     | 29143      | 29790      | 21,39            | 921 (2012)                        | 43                 |
| Plogoff                     | 29168      | 29770      | 11,73            | 1 264 (2012)                      | 108                |
| Plouhinec                   | 29197      | 29780      | 28,05            | 4 107 (2012)                      | 146                |
| Primelin                    | 29228      | 29770      | 8,67             | 739 (2012)                        | 85                 |

Ces communes constituent la région du Cap Sizun.

## Histoire

### Conseillers généraux de 1833 à 2015
| Période                | Identité                            | Parti                        | Qualité                                                                                  |
| ---------------------- | ----------------------------------- | ---------------------------- | ---------------------------------------------------------------------------------------- |
| 1833-1845              | Charles Hignard (1799-1875)         |                              | Négociant, maire de Pont-Croix                                                           |
| 1845-1848              | Joseph Mathieu Moreau (1795-1868)   |                              | Juge de paix à Pont-Croix, propriétaire à Kérudulic                                      |
| 1848-1874              | Charles Hignard                     |                              | Négociant Maire de Pont-Croix (1848-1875)                                                |
| 1874-1874 (annulation) | Guillaume-Marie Pichavant           | Républicain                  | Propriétaire à Pont-Croix                                                                |
| 1874-1880              | Jean-Pierre de Lécluse-Trévoëdal    | Droite                       | Maire d'Audierne Propriétaire du château de Loquéran à Plouhinec                         |
| 1880-1886              | Auguste-Léopold Bernard (1839-1900) | Républicain                  | Notaire à Audierne, suppléant du juge de paix                                            |
| 1886-1895 (décès)      | Adolphe-Marie Alavoine (1841-1895)  | Prog.                        | Maire de Pont-Croix (1878-1892)                                                          |
| 1895-1904              | Guillaume Piriou                    | Prog.                        | Propriétaire au Kéridreuff Maire de Plouhinec (1888-1904)                                |
| 1904-1928              | Maurice Fenoux                      | Rép.G                        | Juge d'instruction Sénateur (1912-1930) Propriétaire à Audierne                          |
| 1928-1940              | Jean Perrot                         | Rad.                         | Cultivateur Maire d'Esquibien, conseiller d'arrondissement Député (1932-1942)            |
|                        |                                     |                              |                                                                                          |
| 1943-1945              | Tristan Tristiani                   |                              | Militaire en retraite Adjoint au maire de Quimper Nommé conseiller départemental en 1943 |
|                        |                                     |                              |                                                                                          |
| 1945-1949              | Yves Guellec                        | MRP                          | Propriétaire-exploitant, maire de Mahalon (1929-1947)                                    |
| 1949-1973              | Hervé Gloaguen                      | RPF puis RS puis DVD puis CD | Commerçant Maire de Mahalon (1958-1983)                                                  |
| 1973-1979              | Jean Sergent (1933-1987)            | CDP puis DVD                 | Maire de Beuzec-Cap-Sizun Conseiller régional                                            |
| 1979-2004              | Henri Cogan                         | UDF                          | Maire de Plouhinec (1965-1995)                                                           |
| 2004-2011              | Jacqueline Donval                   | PS                           | Ancienne conseillère municipale de Quimper (1989-2001) Maire d'Audierne (2008-2014)      |
| 2011-2015              | Didier Guillon                      | UMP                          | Chef d'entreprise Maire d'Esquibien depuis 2008 Elu en 2015 dans le Canton de Douarnenez |

### Conseillers d'arrondissement (de 1833 à 1940)
| Période | Période              | Identité                                  | Étiquette      | Qualité                                   |
| --- | -------------------- | ----------------------------------------- | -------------- | ----------------------------------------- |
| Les données manquantes sont à compléter.                                                                    |                      |                                           |                |                                           |
| 1833 | 1836                 | M. Tréhot de Clermont                     |                | Négociant, adjoint au maire de Pont-Croix |
| 1836 | 1848                 | Chrétien Marie Le Bris-Durest (1796-1866) |                | Notaire à Pont-Croix                      |
| |                      |                                           |                |                                           |
| 1871 |                      | Armand-Félix Le Bris-Durest (1825-1892)   |                | Notaire à Pont-Croix                      |
| 187? | 1880                 | Auguste Léopold Bernard (1839-1900)       |                | Notaire à Audierne                        |
| 1886 | 1898 (décès)         | Guillaume-Alain Le Bars (1817-1898)       | Républicain    | Cultivateur, maire d'Esquibien            |
| 1898 | 1919                 | Pierre Dagorn (1850-1920)                 | Républicain-RG | Négociant, maire de Plogoff               |
| 1919 | 1925                 | Guillaume Le Bars                         | Radical        | Propriétaire à Esquibien                  |
| 1925 | juillet 1927 (décès) | Michel Le Bars                            | SFIO           | Marin-pêcheur, Esquibien                  |
| 1927 | 1928                 | Jean Perrot                               | Radical        | Cultivateur à Esquibien                   |
| 1928 | 1934                 |                                           |                |                                           |
| 1934 | 1937                 | Jean Sergent                              | Droite         | Meunier                                   |
| 1937 | 1940                 | Michel Peuziat                            | Radical        | Agriculteur à Mahalon                     |
| Les conseils d'arrondissement ont été suspendus par la loi du 12 octobre 1940 et n'ont jamais été réactivés |                      |                                           |                |                                           |

## Démographie
| 1962   | 1968   | 1975   | 1982   | 1990   | 1999   | 2006   | 2011   | 2012   |
| ------ | ------ | ------ | ------ | ------ | ------ | ------ | ------ | ------ |
| 24 791 | 23 595 | 21 689 | 20 092 | 18 498 | 16 498 | 16 248 | 16 110 | 15 969 |